# Aphis cacaliasteris
Aphis cacaliasteris är en insektsart. Aphis cacaliasteris ingår i släktet Aphis och familjen långrörsbladlöss. Inga underarter finns listade i Catalogue of Life.